# Raymond Herbert Stetson
Raymond Herbert Stetson (morreu em 4 de dezembro de 1950) foi um cientista da fala estadunidense. Professor do Oberlin College, ele publicou em 1928 a obra teórica Motor Phonetics: A Study of Speech Movements in Action, na qual desenvolveu a teoria da pulsação no estudo das sílabas do inglês. Sua pesquisa tornou-se relevante ao procurar definir a natureza física do gesto articulatório.